# Geoffroyus heteroclitus
Il pappagallo canoro (Geoffroyus heteroclitus) è un uccello della famiglia degli Psittaculidi.